# Expressió facial

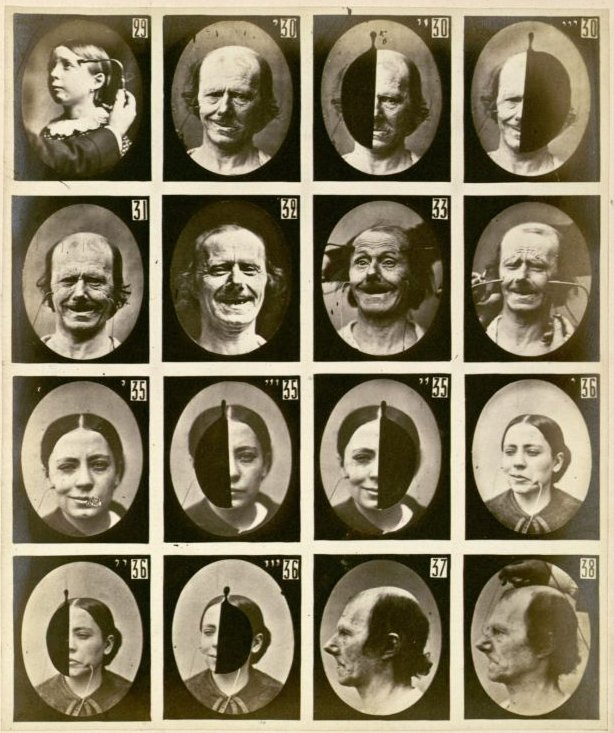
Gestos aconseguits per descàrregues elèctriques a diferents músculs concrets de la cara, segle XIX

L'expressió facial és l'expressió o comunicació per mitjà dels músculs de la cara i els gestos característics aconseguits amb ells. És propi d'humans i també d'altres mamífers. És quelcom que s'aprèn, per exemple, els nadons no neixen sabent somriure, però al cap d'uns mesos ja tenen un ampli registre d'expressions facials que els serveix per a comunicar-se amb els seus pares.
Forma part de l'expressió corporal en general i sobretot del que s'anomena comunicació no verbal, sent un dels components principals de la comunicació i en especial de la que fa referència a les emocions. Pot a més indicar actituds personals, opinions, interès, atracció sexual o personal, rebuig, trets de la personalitat i ajuda a obrir i tancar canals de comunicació en una conversa.
Una mateixa emoció pot ser expressada per més d'una expressió facial per diferents persones i fins i tot per una mateixa. Les expressions facials de cadascú depenen de les del seu entorn, de la seva cultura, d'experiències anteriors, de la seva personalitat, etc. Però existeixen certs patrons semblants a totes les persones, incloent nens cecs i indígenes de petites comunitats que mai han tingut contacte amb altres cultures. Alguns autors consideren que aquests patrons són els corresponents a les següents sis emocions bàsiques: alegria (felicitat, gratificació, felicitat), ràbia (ira, enuig, ressentiment), sorpresa, por, tristesa i fàstic. Cal matisar que no són patrons idèntics a totes les cultures, però sí que tenen elements bàsics comuns.

## La cara i les primeres impressions
En una primera trobada entre dues persones, els primers cinc minuts solen ser el període més crític. Les impressions formades en aquest breu espai de temps tendiran a persistir en el futur, i fins i tot a ser reforçades pel comportament posterior, que no sol ser interpretat objectivament, sinó d'acord amb aquestes primeres impressions.
Com que la cara és un dels primers trets que advertim en una persona, aquesta pot jugar clarament un paper vital en el procés d'establiment de relacions amb els altres.
En aquests escassos minuts ens formem opinions sobre el seu caràcter, personalitat, intel·ligència, temperament, capacitat de treball, sobre els seus hàbits personals, fins i tot sobre la seva conveniència com amic o amant.

## Expressió de les emocions
Els éssers humans poden adoptar una expressió facial que es llegeixi com una acció voluntària. No obstant això, a causa que les expressions estan estretament vinculades a l'emoció, pot ser gairebé impossible evitar les expressions de certes emocions. L'estreta relació entre l'emoció i l'expressió també ocorre en l'altra direcció, ja que s'ha observat que assumint voluntàriament una expressió durant un cert temps es pot causar realment l'emoció associada.

## Component cultural
Les diferents cultures tenen diferents regles per a l'expressió facial voluntària, per exemple en referència al contacte visual. Així, algunes cultures asiàtiques poden percebre la mirada directa com una forma de senyal de competitivitat, que en algunes situacions pot resultar inadequada, o se sol baixar els seus ulls al senyal de respecte, també s'evita el contacte visual a Nigèria mentre que en les cultures occidentals actuals això podria ser mal interpretat com a falta de confiança.
En alguns països, pot ser més groller per expressar emocions que en un altre, mostrant-lo cap a un altre membre d'un grup poden crear problemes i falta d'harmonia, però si apareixen cap a un rival competitiu, podria crear a la cohesió del grup.